# Boulevard Lefebvre
Boulevard Lefebvre je bulvár v 15. obvodu v Paříži. Je součástí tzv. Maršálských bulvárů. Bulvár nese jméno Françoise-Josepha Lefebvra (1755–1820), maršála Francie.

## Historie
V letech 1840–1845 byly postaveny kolem Paříže nové hradby. Dnešní bulvár vznikl na místě bývalé vojenské cesty (Rue Militaire), která vedla po vnitřní straně městských hradeb. Tato silnice byla armádou převedena městu Paříži na základě rozhodnutí z 28. července 1859.
V roce 2006 byla ve středovém pruhu bulváru zprovozněna tramvajová linka T3.